# Cremnophila linguifolia
Cremnophila linguifolia là một loài thực vật có hoa trong họ Crassulaceae. Loài này được (Lem.) Moran miêu tả khoa học đầu tiên năm 1975.